# Glyphijulus magus
Glyphijulus magus är en mångfotingart som beskrevs av Karsch 1881. Glyphijulus magus ingår i släktet Glyphijulus och familjen Glyphiulidae. Inga underarter finns listade i Catalogue of Life.